# 河合吉統
河合 吉統（かわい よしむね）は、戦国時代から安土桃山時代にかけての武将。朝倉氏の家臣。

## 略歴
大永元年（1521年） 、誕生。河合氏の出自は不明だが、大永2年（1522年）の連署状、享禄元年（1528年）の「朝倉氏府中奉行人連署状」などに河合久徳の名が見え、彼が吉統の祖父か父と推測される。1470年には朝倉孝景が日野川の合戦で斯波方を追い、河合安芸守宗清が杣山城に入城している。
内政手腕に優れ、当初は朝倉義景の奏者として活動し、天文19年（1550年）には奉行衆に任命され、元亀元年（1570年）から天正元年（1573年）頃まで、朝倉家家臣団最高位にあり、「一乗谷奉行人」と称され行政全般に関与した。奉行職の任務だけではなく弘治元年（1566年）には大野郡や加賀国への出陣記録が残り、元亀元年（1570年）の姉川の戦いにも2000余騎を率いて先鋒として参陣している。以後も度々出陣記録が残るが、天正元年（1573年）織田軍との刀禰坂の戦いで戦死した。